# Hawa Jande Golakai
Hawa Jande Golakai est une écrivain et immunologiste libérienne, née en 1979 à Francfort, en Allemagne.

## Carrière
Hawa Jande Golakai est une réfugiée de la guerre civile qui a ravagé le Liberia de 1989 à 1996. Avec sa famille, elle vit successivement au Togo, au Ghana et au Zimbabwe, avant de s'installer au Cap comme étudiante en 2003. Elle commence une carrière médicale, dans l'immunologie, avant de devenir auteure, en s'inspirant de son vécu et de sa formation scientifique. Son premier roman, The Lazarus Effect a été un succès surprise en 2011 : il a été finaliste pour le Prix de la Fiction du Sunday Times et pour le Prix Débutant de l'université de Johannesbourg, et a été nommé pour le Prix Wole-Soyinka de littérature en Afrique (en). Golakai fait partie de l'anthologie Africa39 des plus prometteurs écrivains de moins de 40 ans d'Afrique subsaharienne. The Lazarus Effect a été publié en 2016 par Cassava Republic Press au Royaume-Uni. 
Son deuxième roman, The Score est prévu d'être publié au Royaume-Uni en 2017. 
Golakai a reçu des critiques élogieuses pour son essai "Fugee", un récit personnel de la crise Ebola au Liberia, commandé pour une anthologie de « non-fiction créative » en partenariat avec Commonwealth Writers (en) et publié en mai 2016. 
Golakai parraine le programme Writivism 2015, elle fait partie du jury du prix Etisalat Flash Fiction 2015 ainsi que du prix Short Story Day Africa 2016 .

## Publications
- The Lazarus Effect (Kwela Books, Afrique du Sud, 2011; Cassava Republic Press, au Royaume-Uni et au Nigeria, 2016)  (ISBN 978-1911115083)
- "Fugee" dans Safe House: Explorations in Creative Nonfiction (Cassava Republic Press, 2016)  (ISBN 978-1911115168)
- "Candy Girl" dans la Valentine's Day Anthology 2015 (Ankara Presse, 2015)[11]
- The Score (Kwela Books, Afrique du Sud, 2015)